# Payera beondrokensis
Payera beondrokensis är en måreväxtart som först beskrevs av Jean-Henri Humbert, och fick sitt nu gällande namn av P. Buchner och Christian Puff. Payera beondrokensis ingår i släktet Payera och familjen måreväxter.
Artens utbredningsområde är Madagaskar. Inga underarter finns listade i Catalogue of Life.